# Пяски (Єнджейовський повіт)
Пя́ски (пол. Piaski) — село в Польщі, у гміні Єнджеюв Єнджейовського повіту Свентокшиського воєводства.
Населення — 729 осіб (2011).
У 1975—1998 роках село належало до Келецького воєводства.

## Демографія
Демографічна структура на день 31 березня 2011 року:
|          | Загалом | Допрацездатний вік | Працездатний вік | Постпрацездатний вік |
| -------- | ------- | ------------------ | ---------------- | -------------------- |
| Чоловіки | 340     | 76                 | 227              | 37                   |
| Жінки    | 389     | 82                 | 228              | 79                   |
| Разом    | 729     | 158                | 455              | 116                  |